# Askia Ismaïl
Askia Ismaïl gouverna l'Empire songhaï de 1537 à 1539. Fils d'Askia Mohammed Touré le Grand et de  Maryam Daabu, il succède à son cousin Askia Mohammed II Benkan. Son règne est marqué par une grave sécheresse et une famine qui affecte toute la boucle du Niger. Son frère Askia Ishaq Ier lui succéda.

## Biographie
Askia Ismail est le fils d'Askia Mohammad Ier, le fondateur de la dynastie des Askia, et de Maryam Daabu, membre de la famille royale malienne capturée en 1501. En tant que fils cadet, il rejoint en 1531 la rébellion contre son frère Musa. Suite au couronnement de Askia Mohammed II Benkan, il se réfugie chez le Maghsharen-koi, le chef de la communauté touarègue de Tombouctou.
Il est rappelé à la cour par Askia Mohammed Benkan, afin de donner la sœur du roi pour épouse[Quoi ?] et prêter un serment public de loyauté. Malgré cela, il complote avec son père, emprisonné sur une île du fleuve Niger, pour reprendre le pouvoir. La conspiration se concrétise en avril 1537 lorsque Benkan campe dans un village appelé Mansur, lieu du meurtre de son propre prédécesseur Musa. Les capitaines de Benkan se retournent contre lui et il est déposé par le Dendi-fari, qui proclame alors Ismail Askia.
Le règne d'Ismaïl commence de manière peu propice, avec une crise cardiaque le jour de son couronnement. En juin 1537, il ramene son père d'exil et est couronné à nouveau[Quoi ?] khalifa. Il fait campagne contre Bakabula à Gourma. Il confie la charge de la cavalerie au chef militaire de Kumina, Hammad et lui ordonne de poursuivre et d'engager[pas clair] Bakabula jusqu'à l'arrivée d'Ismail. Dans la bataille qui s'ensuit, ils perdirent plus de 900 cavaliers. Cependant, ils réussissent à tuer Bakabula et peuvent s'emparer d'une grande quantité de butin. Peu de temps après, en décembre 1539, Ismaïl meurt.